# Sagittarii
I sagittarii (al singolare in latino, sagittarius) erano le truppe formate da arcieri che militarono nell'esercito romano, sia come reparti di cavalleria sia come reparti di fanteria. In seguito alla riforma augustea dell'esercito romano fecero parte dei reparti ausiliari, come le coorti peditatae, equitatae o le alae di cavalleria.
Sappiamo di un discreto numero di unità ausiliarie di arcieri (almeno trentadue, nel II secolo), denominate dai Romani sagittariorum o sagittarii (da sagitta = freccia). Queste trentadue unità (quattro delle quali erano certamente milliarie) potevano contare una forza pari a 17.600 arcieri. Non sappiamo se tutti i membri di queste unità sagittariorum erano arcieri o solo una parte di essi.
Da circa il 218 a.C., gli arcieri dell'esercito repubblicano erano virtualmente tutti mercenari, provenienti dall'isola di Creta, che aveva una lunga tradizione. Nel corso della tarda Repubblica (88-30 a.C.) e poi in età augustea, Creta fu gradualmente sostituita da corpi di arcieri provenienti da altre province appena costituite, regioni con forti tradizioni nel tiro con l'arco. Tra queste si ricordano la Tracia, Anatolia e, soprattutto, la Siria. Dei trentadue reparti di Sagittarii della metà del II secolo, tredici provenivano dalla Siria, sette dalla Tracia, cinque dall'Anatolia e solo uno da Creta, mentre le restanti sei avevano origini incerta.
Conosciamo, inoltre, tre differenti tipo di arcieri, rappresentati sulla Colonna di Traiano:
- (a) con corazza scalare, elmo conico in metallo e mantello;
- (b) senza armatura, con un copricapo conico ed una lunga tunica;
- (c) equipaggiati allo stesso modo dei fanti ausiliari, muniti di archi al posto di giavellotti.

Il primo tipo era quasi certamente proveniente da Siria e Anatolia; il terzo era di tipo tracio. Aggiungiamo che gli archi standard usati dalle auxilia romane erano archi compositi, ricurvi, sofisticati, compatti e armi molto potenti.